# Deji Akindele
Jeleel Ayodeji Akindele (2 de mayo de 1983; Ogun, Nigeria) es un jugador de baloncesto nigeriano que pertenece a la plantilla de los Indígenas de Matagalpa de la LSB nicaragüense. Mide 2,14 metros de estatura y juega en la posición de pívot.

## Trayectoria deportiva
Akindele llegó a España de la mano del Herbalife Gran Canaria en abril de 2014 para después fichar por el Montakit Fuenlabrada en el que ha sido uno de los pívots más destacados de la temporada en la Liga Endesa. MVP del mes de enero y de las jornadas 16 y 23, ha promediado 10 puntos y 7 rebotes en 23 minutos de juego.
En 2015, Akindele acaba contrato con el Montakit Fuenlabrada y ficha por el recién ascendido Yesilgires turco para la siguiente temporada. Sin embargo, antes de recalar en Turquía, decidió hacer escala en Puerto Rico y reforzar a los Vaqueros de Bayamón.
Desde la temporada 2016-2017, Akindele juega para la Fuerza Regia, siendo unos de los referentes del equipo.
En abril de 2019, el jugador firma por Capitanes de Arecibo de la Baloncesto Superior Nacional.

## Clubes
- Fort Worth Flyers (2005-2007)
- Iowa Energy (2007)
- Pau-Orthez (2007-2008)
- Victoria Libertas Pesaro (2008-2009)
- SPO Rouen Basket (2010)
- Nižnij Novgorod (2010)
- Mens Sana Siena (2010-2011)
- Spartak Primorje (2011-2012)
- Petrochimi Iman Harbour BC (2012)
- Jiangsu Tongxi (2012)
- Juvecaserta Basket (2012-2013)
- Champville SC (2013)
- Budućnost Podgorica (2013-2014)
- CB Gran Canaria (2014)
- CB Fuenlabrada (2014-2015)
- Yeşilgiresun Belediyespor Kulübü (2015)
- Vaqueros de Bayamón (2015)
- Yeşilgiresun Belediyespor Kulübü (2015)
- Petrochimi Iman Harbour BC (2015-2016)
- Vaqueros de Bayamón (2016)
- Fuerza Regia de Monterrey (2016-2017)
- Vaqueros de Bayamón (2017)
- Marinos de Anzoátegui (2017)
- Metros de Santiago (2017)
- Yalova Group Belediyespor Basketbol (2017-2018)
- Capitanes de Arecibo (2018)
- Fuerza Regia de Monterrey (2018-2019)
- Capitanes de Arecibo (2019-2020)
- Vaqueros de Bayamón (2020)
- Indígenas de Matagalpa (2020)
- Soles de Mexicali (2021 - )

## Selección
Es internacional por su país y durante el Campeonato FIBA África de 2009 tuvo una media de 20 minutos con 8 puntos y 5 rebotes de media. Su mejor encuentro lo disputó frente al campeón Angola, donde hizo unos registros de 16 puntos y 5 rebotes en 29 minutos. En el Campeonato FIBA África de 2017 estrenó su palmarés internacional con una medalla de plata.